# Ptygura furcillata
Ptygura furcillata är en hjuldjursart som först beskrevs av D.S.Kellicott 1889.  Ptygura furcillata ingår i släktet Ptygura och familjen Flosculariidae. Inga underarter finns listade i Catalogue of Life.